# Nissehue
En nissehue er en beklædningsgenstand til hovedet. Nissehuen stammer fra den frygiske hue. Den er en rød hue med et hvidt bånd forneden og med hvid kvast, men kan have andre farver som blå, gul eller grøn. Den danske julenisses hue er helt rød. Moderne nissehuers kvaste lyser i forskellige farver. Julenissen Pyrus fra julekalenderen Alletiders Jul (1994) går med en nissehuekasket. Det er en rød hue uden bånd og top med rød skygge. Kandis' nissehue fra samme julekalender er lyserød.